# Hôtel de Boisgelin (Aix-en-Provence)
L'hôtel de Boisgelin est un hôtel particulier situé au 11 de la rue du Quatre-Septembre à Aix-en-Provence. 
C'est une propriété privée, qui n'est pas visitable librement.

## Construction et origines
L'hôtel de Boisgelin fut construit vers 1650 pour la famille Le Blanc de Mondespin, dont quelques pères et fils siégèrent au parlement de Provence.
À la fin du XVIIe siècle, il fut racheté par Pierre Joseph de Laurens, marquis de Brue, et passa ainsi, par les femmes, à la famille de Boisgelin.

## Architecture
Les créateurs et superviseurs de cet hôtel particulier furent l'architecte aixois Pierre Pavillon et le maître d'oeuvre Rambot.
L'hôtel est composé de deux corps de bâtiment se développant à angle droit entre cour et jardin. Son élévation est classique, typique du "Grand Siècle" français, avec des ordres superposés et de lourdes frises doriques.
La porte d'entrée est en noyer, qui montre un écusson central sommé d'un mufle de lion flanqué de palmes, donne sur la cour d'honneur. L'avant-corps du bâtiment, en équerre, s'ouvre sur la place des Quatre Dauphins et fut remanié au XIXe siècle.
L'hôtel fait l'objet d'un référencement et d'un classement au titre de monument historique en 1964. Les éléments protégés sont la cour, la fontaine, les murs et le jardin.

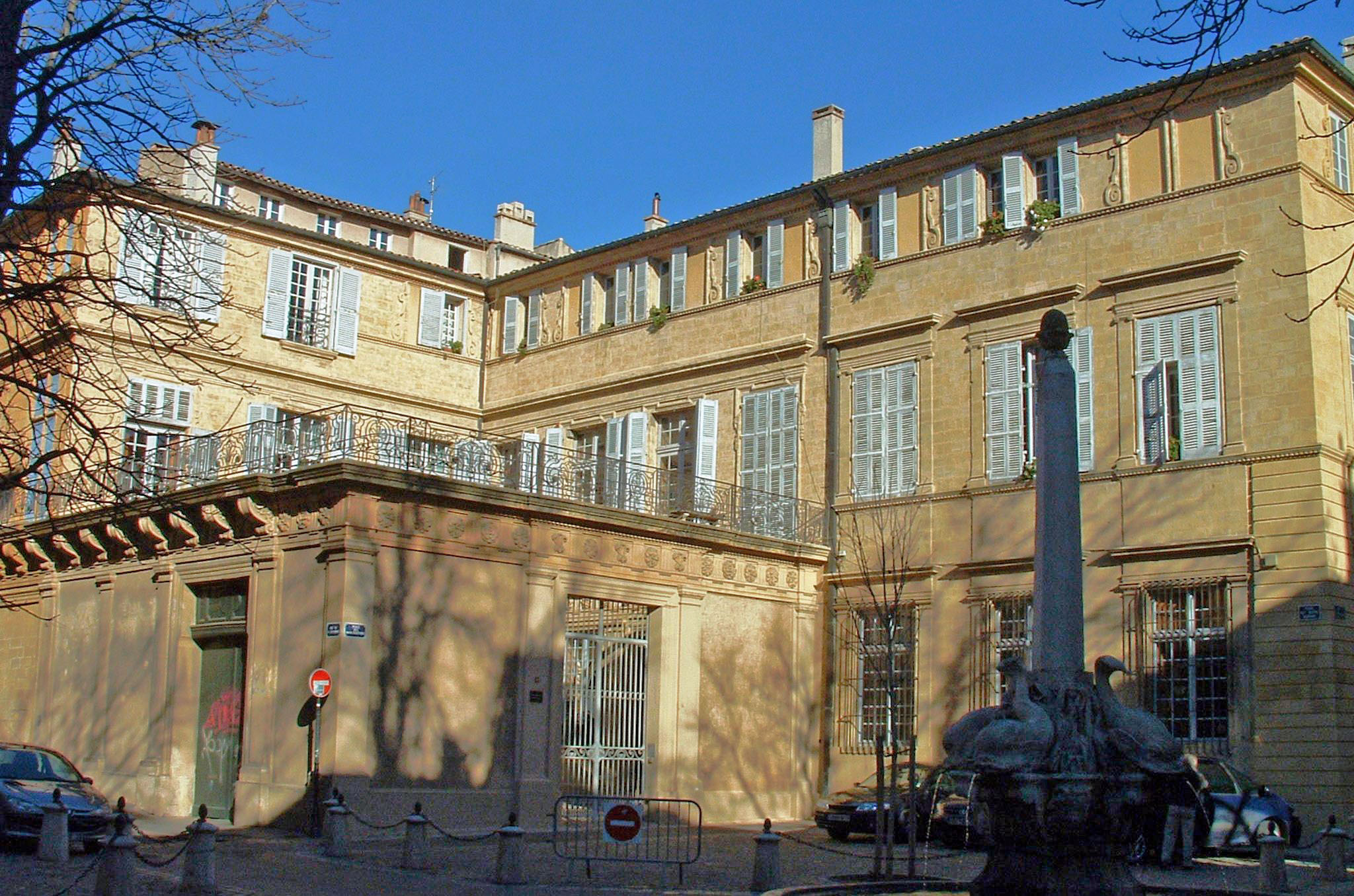
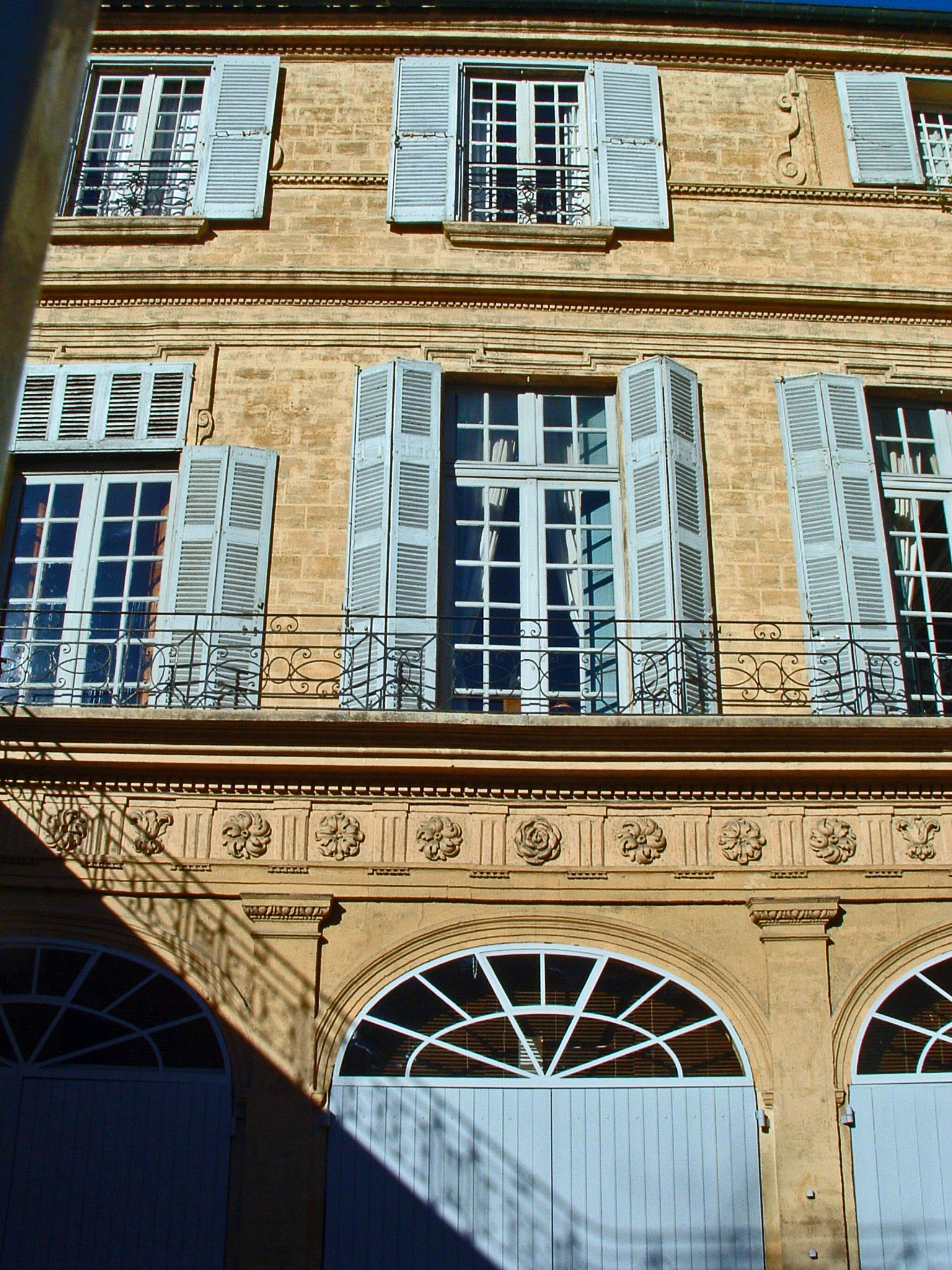